# Innsbruckita
La innsbruckita és un mineral de la classe dels silicats. Rep el seu nom de la localitat tipus, ja que va ser descoberta en una localitat a uns 20 km al sud-est d'Innsbruck, Àustria.

## Característiques
La innsbruckita és un fil·losilicat de fórmula química Mn33(Si₂O₅)14(OH)38. Va ser aprovada com a espècie vàlida per l'Associació Mineralògica Internacional l'any 2013. Cristal·litza en el sistema monoclínic, i es troba en forma de cristalls prims i aplanats. Pertany al grup de silicats de capa modulada 1:1 i està relacionat químicament i estructuralment amb la bementita. L'exemplar que va servir per a determinar l'espècie, el que es coneix com a material tipus, es troba depositat a les col·leccions del Naturhistorisches Museum Wien, el Museu d'Història Natural de Viena, Àustria, amb el número de registre N9580.

## Formació i jaciments
Va ser descoberta al jaciment d'innsbruckita de Staffelsee, a la vall d'Inn, Tirol del Nord (Àustria), on sol trobar-se associada a altres minerals com: tefroïta, spessartina, rodocrosita, friedelita, calcita, barita i apatita. Es tracta de l'únic indret on ha estat trobada aquesta espècie mineral.